# Georg Wilhelm Claussen

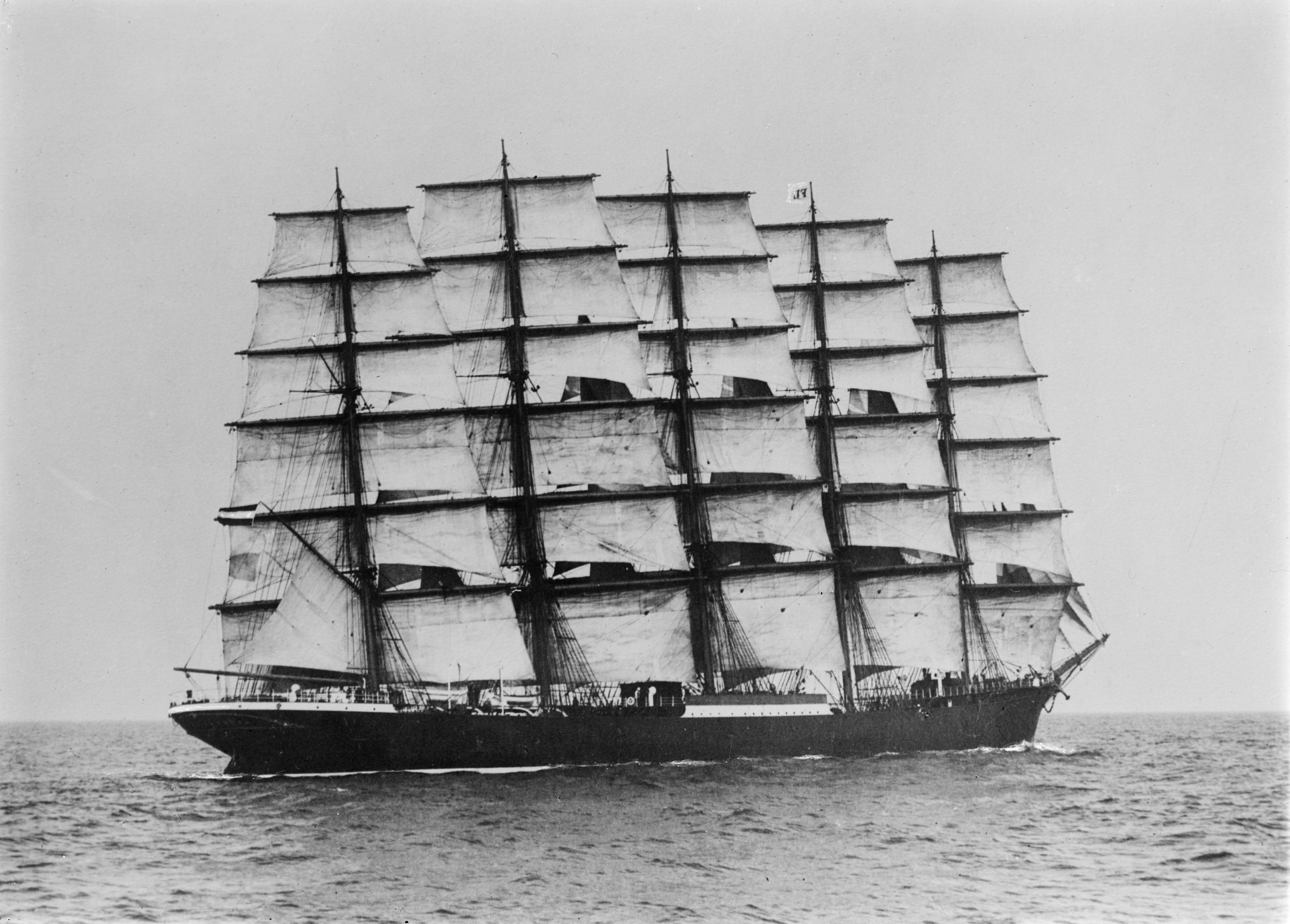
Le voilier Preußen avec 5 mâts a été conçu par Claussen

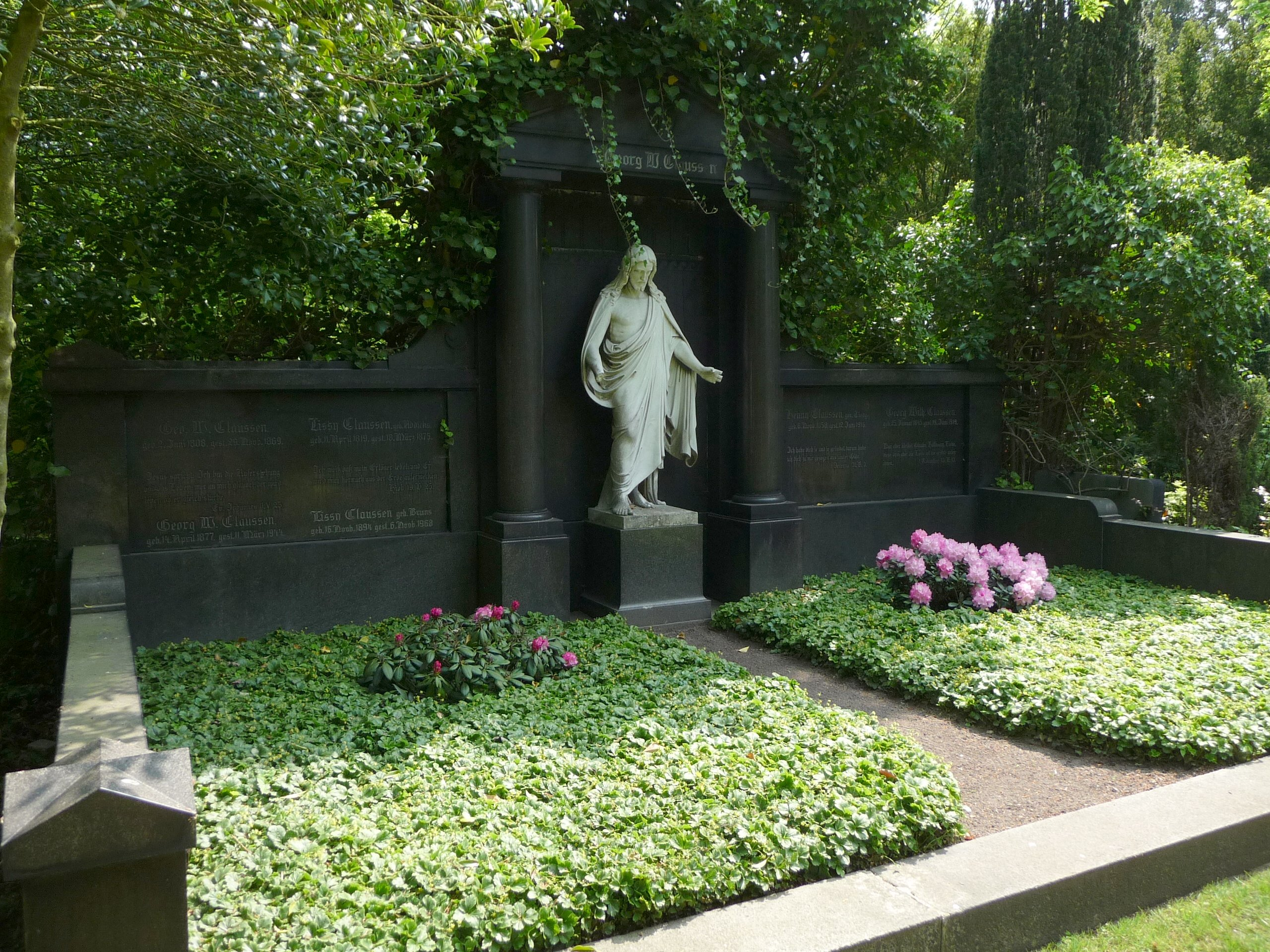
Tombe familiale de Georg Wilhelm Claussen au cimetière Lehe I à Bremerhaven

Georg Wilhelm Claussen, né le 23 janvier 1845 et mort le 19 juin 1919, est un constructeur naval allemand.

## Biographie
Claussen est le fils du transitaire Georg Wilhelm Claussen (1808-1869) à Bremerhaven. Il suit une formation de charpentier au chantier naval Joh. C. Tecklenborg. Il est employé de 1865 à 1869 dans le bastion de la construction navale en fer en Écosse, où il travaille au chantier naval Caird & Company en tant que dessinateur et concepteur. En 1869, il retourne travailler chez Joh. C. Tecklenborg. En 1872, il devient signataire autorisé avec Eduard Tecklenborg, en 1873 directeur technique et en 1876 partenaire du chantier naval. Il s’est rendu compte qu’un passage à la construction navale en fer serait utile et que l’entreprise ne pouvait pas continuer à croître sur le site de Bremerhaven qui avait été utilisé jusque-là. En 1881, l’entreprise est donc transférée à Geestemünde.
En tant que directeur technique, Claussen a réussi à faire la transition du bois à la construction navale en fer et en acier au chantier naval de Tecklenborg. À Tecklenborg, des navires en acier à quatre et cinq mâts ont été construits partout. Claussen était d’avis que malgré la vitesse plus élevée des bateaux à vapeur, les voiliers bien équipés seraient compétitifs sur certaines lignes avec une cargaison appropriée. À partir de 1906, Eduard Tecklenborg et Claussen formèrent le conseil d'administration du chantier naval, qui fut converti en société par actions en 1897.
Georg Wilhelm Claussen a été enterré dans le cimetière Lehe I à Bremerhaven. Le grand tombeau en granit noir est décoré d’une statue blanche de Jésus-Christ. Il appartenait à l’Association des ingénieurs allemands (VDI) et à l’Association du district de Basse-Weser de la VDI

## Distinctions honorifiques
- Dr Ing. E. h. de l’Université technique de Berlin-Charlottenburg
- Citoyen d’honneur de Geestemünde (1919)
- Membre honoraire de la Schiffbautechnische Gesellschaft (STG)
- Il y a une Claussenstraße à Geestemünde-Nord, donnant accès au chantier naval de Tecklenborg et à l'école navale[2]
- Plaque commémorative sur le Forschermeile (2015)